# The Best of Dave Mason (álbum de 1974)
The Best of Dave Mason es el segundo álbum recopilatorio del cantautor Dave Mason. Fue publicado el 27 de mayo de 1974 a través del sello discográfico Blue Thumb Records.

## Recepción de la crítica
Un escritor no especificado de la revista Cash Box declaró: “Dave Mason, considerado durante mucho tiempo como uno de los principales músicos y creadores de tendencias de Gran Bretaña (fue miembro fundador de Traffic), se ha establecido como un intérprete constante y este LP, que destaca los primeros trabajos del artista, es un paquete muy interesante”. Un escritor no especificado de Billboard comentó: “Este LP incluye varias reediciones de los días de Mason en el sello, pero las canciones son algunas de las mejores que grabó como solista”.

## Lista de canciones
Todas las canciones escritas y compuestas por Dave Mason, excepto «Look at You Look at Me», coescrita junto con Jim Capaldi. 
| Lado uno |                                          |                      |          |  |
| N.º      | Título                                   | Lanzamiento original | Duración |  |
| 1.       | «A Heartache, a Shadow, a Lifetime»      | Headkeeper, 1972     | 3:35     |  |
| 2.       | «Only You and I Know»                    | Alone Together, 1970 | 4:05     |  |
| 3.       | «Can't Stop Worrying, Can't Stop Loving» | Alone Together, 1970 | 3:04     |  |
| 4.       | «Look at You Look at Me»                 | Alone Together, 1970 | 7:22     |  |

| Lado dos |                                          |                                |          |  |
| N.º      | Título                                   | Lanzamiento original           | Duración |  |
| 1.       | «Walk to the Point»                      | Dave Mason & Cass Elliot, 1971 | 4:00     |  |
| 2.       | «In My Mind»                             | Headkeeper, 1972               | 3:19     |  |
| 3.       | «To Be Free»                             | Headkeeper, 1972               | 3:19     |  |
| 4.       | «Here We Go Again»                       | Headkeeper, 1972               | 1:56     |  |
| 5.       | «Shouldn't Have Took More than You Gave» | Alone Together, 1970           | 6:00     |  |

## Créditos y personal
Créditos adaptados desde las notas de álbum de The Best of Dave Mason.
Personal técnico
- Tommy LiPuma – productor
- Dave Mason – productor
- Al Schmitt – ingeniero de audio
- Arnie Acosta – masterización
- Tom Wilkes Productions, Inc. – diseño
- Andy Kent – fotografía

## Posicionamiento
| Gráfica (1974)                                  | Pico de posición |
| ----------------------------------------------- | ---------------- |
| Estados Unidos (Billboard Top LP's & Tape)      | 183              |
| Estados Unidos (Cash Box Top 100 Albums Cont'd) | 133              |